# St. Nikolaus (Wiebelsheim)

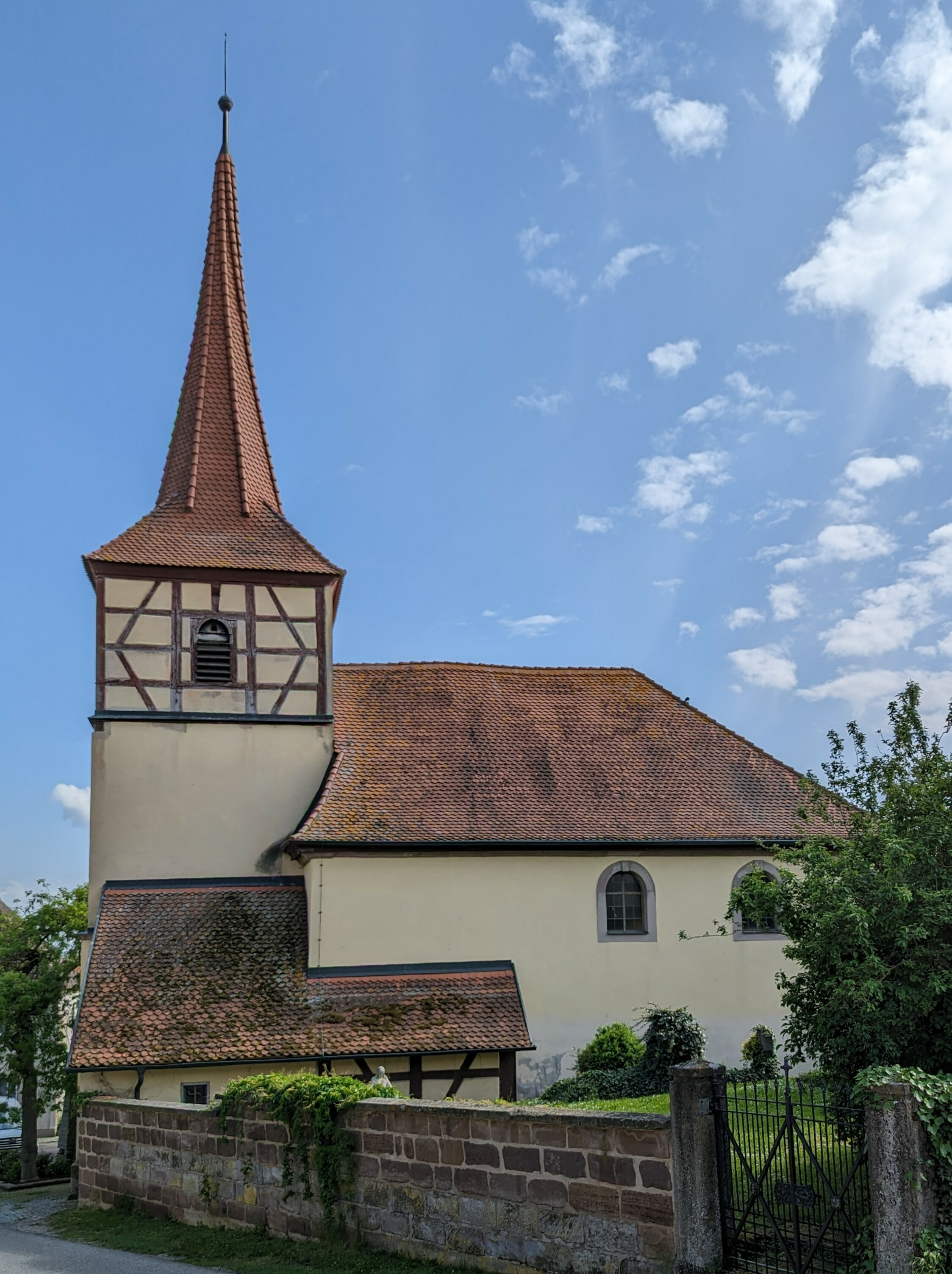
St. Nikolaus (Wiebelsheim)

Die denkmalgeschützte, evangelisch-lutherische Pfarrkirche St. Nikolaus steht in Wiebelsheim, einem Gemeindeteil der Stadt Bad Windsheim im Landkreis Neustadt an der Aisch-Bad Windsheim (Mittelfranken, Bayern). Die Kirche ist unter der Denkmalnummer D-5-75-112-326 als Baudenkmal in der Bayerischen Denkmalliste eingetragen. Die Kirchengemeinde gehört zum Dekanat Bad Windsheim im Kirchenkreis Ansbach-Würzburg der Evangelisch-Lutherischen Kirche in Bayern.

## Beschreibung

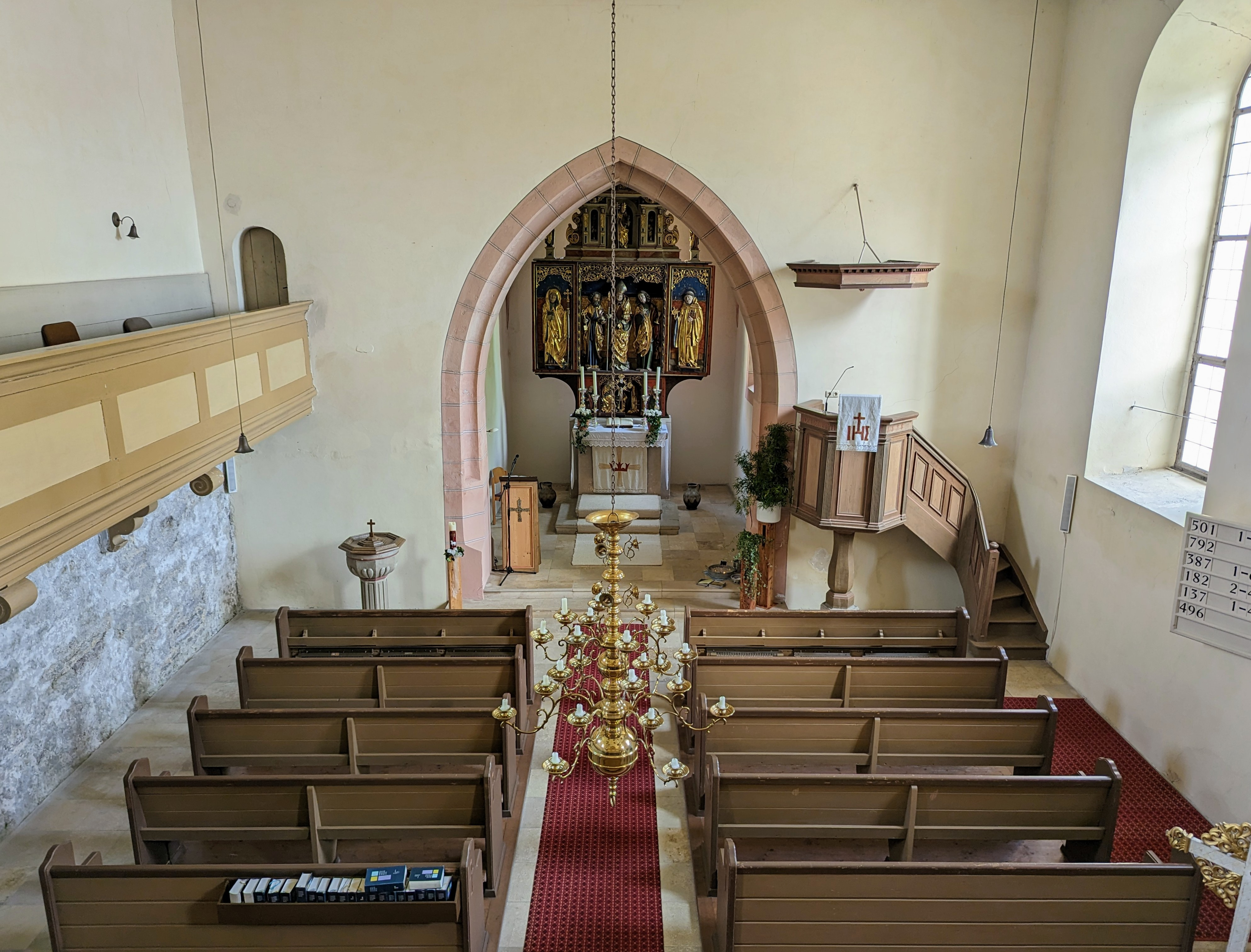
Innenraum (2023)

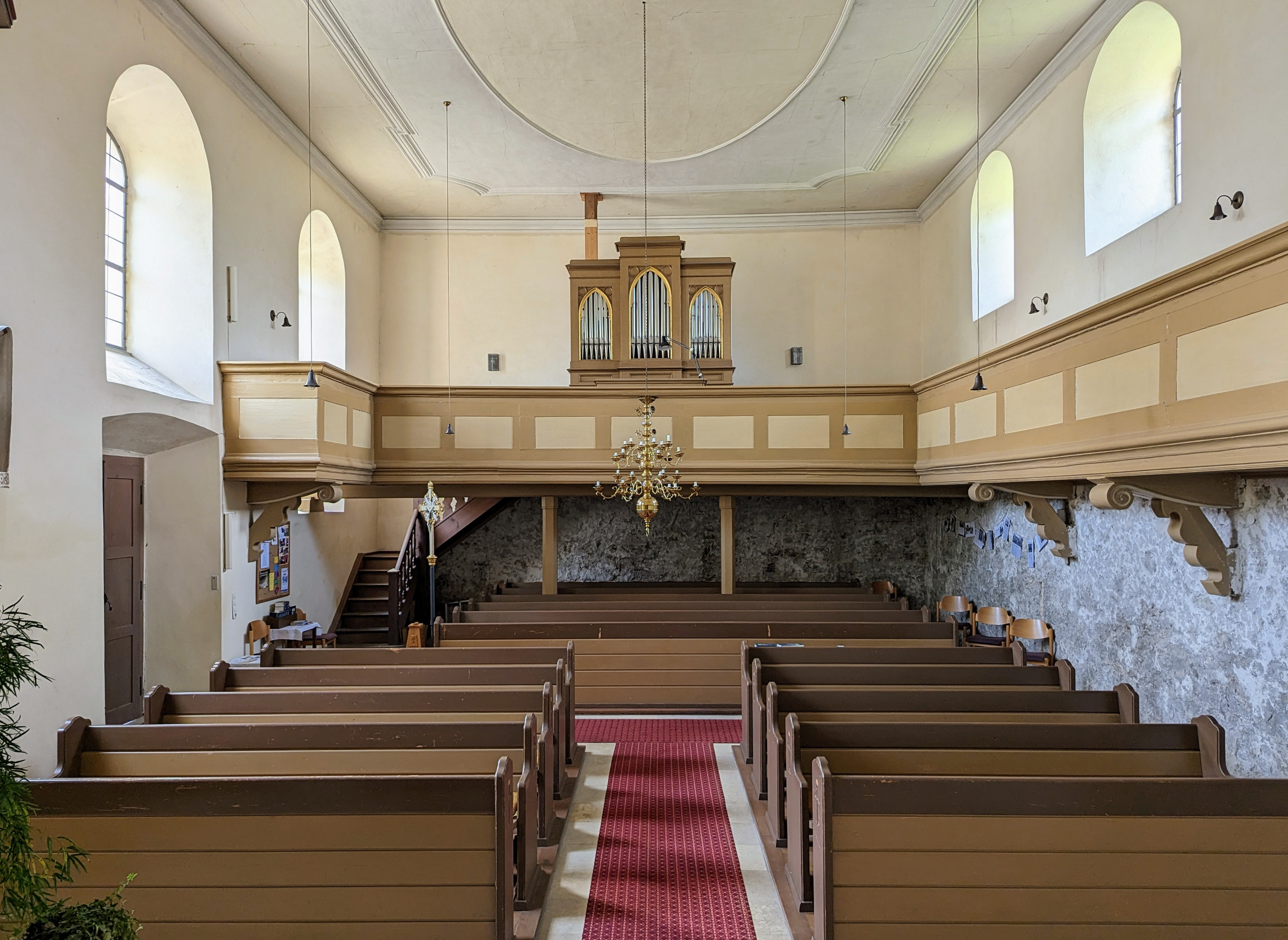
Blick zur Orgel

Das Langhaus wurde anstelle des baufälligen Vorgängerbaus 1730 nach Westen an den ursprünglich zweigeschossigen Chorturm angebaut, der im Kern um 1350 errichtet, 1598 mit einem Geschoss aus Holzfachwerk aufgestockt, das die Turmuhr und den Glockenstuhl beherbergt, und mit einem achtseitigen Knickhelm bedeckt wurde. 
Der Innenraum des Chors, d. h. das Erdgeschoss des Chorturms, ist mit einem Kreuzrippengewölbe überspannt, der des Langhauses, der mit umlaufenden Emporen ausgestattet ist, mit einer Flachdecke. Der Flügelaltar ist vor 1514 errichtet worden. Im Schrein befindet sich eine Anna selbdritt. Die Flügel wurden von Hans Schäufelin bemalt. Die Kanzel wurde im Jahr 1598 gefertigt, das Taufbecken im Jahr 1890. Die 1869 von Johann Michael Bittner gebaute Orgel hat acht Register auf einem Manual und Pedal. Eine Restaurierung erfolgte 1983.